# Giessbachbahn

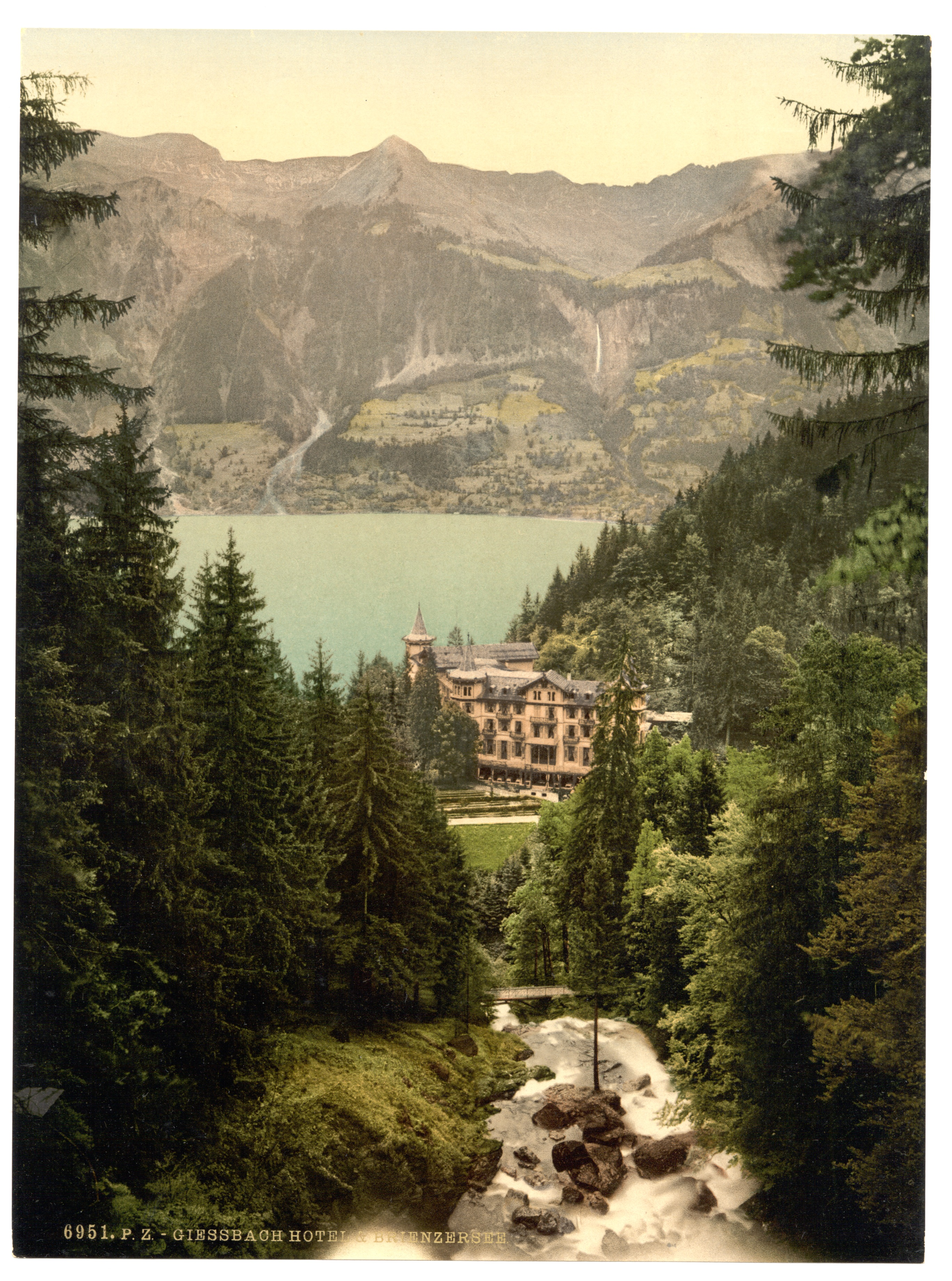
Het Grandhotel omstreeks 1895

De Giessbachbahn is een kabelspoorweg in het Zwitserse Berner Oberland.
Op 21 juli 1879 opende de Giessbachbahn. Het geldt als het oudste uitsluitend voor het toerisme bestemde kabelspoor van Europa. Het ligt aan het Meer van Brienz en verbindt het scheepsstation van de BLS Schifffahrt Thuner- und Brienzersee Giessbach See met het historische Grandhotel Giessbach, dat ongeveer 100 meter boven het meer gelegen is. Het spoor overbrugt op het 345 meter lange traject een hoogteverschil van 90 meter. De hellingsgraad bedraagt tussen de 24 en 32 procent. In de directe omgeving bevindt zich de Giessbachwaterval. De eensporige kabelbaan met twee wagens, die in tegenovergestelde richting over het spoor rijden, heeft in het midden een stukje dubbel spoor (passeerspoor) om te kruisen. Dit wordt mogelijk gemaakt door twee Abtse wissels. 
De maximale snelheid is 1.9 m/s = 6,8 km/u.
De spoorbreedte is 1 meter (meterspoor) 
De capaciteit: 480 personen/uur
De fabrikant van de wagens zijn Maschinenfabrik IGB, Bell (verbouwing)